# Tumbes (distrito)
Tumbes é um distrito peruano localizado na Província de Tumbes, região de Tumbes. Sua capital é a cidade de Tumbes.

## Transporte
O distrito de Tumbes é servido pela seguinte rodovia:
- PE-1N, que liga o distrito de Aguas Verdes (Região de Tumbes - Ponte Huaquillas/Aguas Verdes (Fronteira Equador-Peru) - e a rodovia equatoriana E50 - à cidade de Lima (Província de Lima)
- PE-1NÑ, que liga a cidade ao distrito de Corrales
- TU-103, que liga partes do norte de seu território
- TU-104, que liga a cidade ao distrito de Pampas de Hospital[2][3][4]

## Festividade
- Imaculada Conceição